# Bliuma Zeigárnik
Bliuma Vúlfovna Zeigárnik (transliteración del cirílico en ruso: Блюма Вульфовна Зейгарник) (9 de noviembre de 1900 − 24 de febrero de 1988) fue una psicóloga (bajo el enfoque de Psicología Histórico-Cultural) y psiquiatra soviética que descubrió el efecto Zeigarnik y estableció la psicopatología experimental como una disciplina proveniente de la Psicología Histórico-Cultural1.

## Biografía
Nacida en una familia judía en Prienai, Zeigarnik se matriculó en la Universidad de Berlín en 1927. Conceptualizó lo que se denomina "el efecto Zeigarnik", a partir del estudio de las reacciones afectivas y conductuales que producían en los sujetos experimentales la imposibilidad de dar continuidad a una variabilidad de tareas. Esta investigación, preparada bajo la supervisión de Kurt Lewin, la presenta como una de las experimentadoras más prolíficas de la psicología soviética. En la década de 1930, trabajó con Lev Vygotski en el Instituto Soviético de Medicina Experimental. Durante la Segunda Guerra Mundial, ayudó a Aleksandr Luria a reparar lesiones de la cabeza. Fue cofundadora del departamento de psicología de la Universidad Estatal de Moscú y de todos los seminarios rusos de psicopatología. Desarrolló una concepción original de los estudios en psicopatología, a la que denominó Patopsicología Experimental, conjugando así concepciones de Vygotski y Luria acerca del desarrollo psicológico para el estudio psicopatologías desde la propia psicología en pleno inicio del Siglo XX1.
Su trabajo, así como el de Lev Vygotski se incluye entre uno de los muchos trabajos científicos que fueron censurados por las políticas de Stalin, afectando el desarrollo de la salud mental bajo disciplinas de la psicología soviética.
Falleció en Moscú a la edad de 87 años.